# Cinderella (2015)
Cinderella ist ein Märchenfilm aus den Walt-Disney-Studios aus dem Jahr 2015. In der titelgebenden Hauptrolle ist Lily James zu sehen. Regie führte Kenneth Branagh nach einem Drehbuch von Chris Weitz. Der Film basiert auf dem Märchen Cendrillon des französischen Schriftstellers Charles Perrault und orientiert sich optisch und inhaltlich am Zeichentrickfilm von Disney aus dem Jahr 1950.
Die Premiere des Films fand am 13. Februar 2015 bei den Internationalen Filmfestspielen Berlin statt. Deutscher Kinostart war am 12. März 2015, in den Vereinigten Staaten am 13. März 2015.

## Handlung
Die junge Ella verliert früh ihre Mutter und lebt fortan als Halbwaise mit ihrem Vater, einem Großkaufmann, in guten Verhältnissen. Da sie unbedingt will, dass ihr Vater wieder glücklich ist, heißt sie seine neue Frau Lady Tremaine und deren Töchter Anastasia und Drisella in der Familie willkommen. Doch kaum stirbt Ellas Vater völlig unerwartet während einer Geschäftsreise, zeigt Lady Tremaine ihr wahres Gesicht. Ab diesem Tag lebt Ella als Dienstmädchen im Haus und wird nur noch Cinderella genannt.
Eines Tages trifft sie im Wald den jungen, gutaussehenden Kit, ohne zu ahnen, dass es sich um den Prinzen handelt. Sie verliebt sich in ihn und schöpft die Hoffnung, einen Seelenverwandten gefunden zu haben und die Chance auf ein besseres Leben zu bekommen. 
Da der König laut seinem Arzt nicht mehr sehr lange leben wird, beschließt dieser einen Ball zu organisieren, damit sein Sohn endlich heiratet. Der Großherzog, der treue Diener des Königs, will dies nutzen, um sich mehr Macht im Königreich zu sichern. Als die Einladung des Königshauses zu einem Ball kommt, will Ella diese wahrnehmen, aber ihre Stiefmutter verbietet das und zerstört zudem Ellas Kleid. Ella kommt eine gute Fee zu Hilfe, die eine Kutsche, Bedienstete und passende Kleidung sowie gläserne Schuhe für den Ball herbeizaubert. Als der Prinz Ella auf dem Ball sieht, fordert er sie als Erste zum Tanz auf, was dem Großherzog, welcher eine andere Frau für den Prinzen organisiert hat, missfällt. 
Ella und der Prinz verbringen gemeinsam den Abend in einem geheimen Garten, bis Ella um Mitternacht enteilt, weil danach der Zauber der Fee nicht mehr wirken wird. Jedoch verliert sie einen ihrer gläsernen Schuhe, mit dessen Hilfe Kit sie nun finden will.
Nachdem der König gestorben und Kit neuer König geworden ist, wird die Botschaft ausgerufen, dass die Frau gesucht wird, der der gläserne Schuh gehört. Zu Ellas Entsetzen findet ihre Stiefmutter den anderen Schuh, den sie noch hat behalten können, und zerstört ihn. Lady Tremaine informiert den Großherzog über Ella und schließt mit ihm einen Pakt, nach welchem sie Ella versteckt hält und sie dafür Baronin wird und ihre Töchter vorteilhafte Ehen schließen sollen.
Als die königliche Garde, angeführt vom Großherzog und dem Hauptmann, auf dem Anwesen eintrifft, sollen Anastasia und Drizella den Schuh anprobieren. Nachdem dieser keiner der beiden Töchter passt, will die königliche Garde abreisen. Jedoch werden vor deren Abzug alle durch Ellas Gesang auf das eingesperrte Mädchen aufmerksam. Der König deckt seine Tarnung als gemeiner Soldat auf, lässt Cinderella den Schuh anprobieren, und nachdem ihr der Schuh passt, nimmt er sie zu sich mit ins Schloss. 
Kurz darauf verlassen der Großherzog, Lady Tremaine und ihre Töchter das Königreich für immer. Ella und Kit heiraten und werden das gerechteste und freundlichste Königspaar.

## Produktion

### Entstehungsgeschichte
Nach dem überwältigenden Kinoerfolg von Tim Burtons Alice im Wunderland aus dem Jahr 2010 mit Einnahmen von über einer Milliarde US-Dollar begann Walt Disney Pictures mit der Entwicklung einer Realverfilmung von Cinderella. Das Drehbuch wurde von Aline Brosh McKenna geschrieben und der Film sollte von Simon Kinberg produziert werden. Im August 2010 wurde Mark Romanek für den Posten des Regisseurs engagiert. Nachdem das Projekt fast zwei Jahre stillgestanden hatte, wurde im Februar 2012 Chris Weitz mit der Überarbeitung des Drehbuches beauftragt. Im Januar 2013 kam es zwischen Walt Disney Pictures und Romanek zu kreativen Differenzen, da Romanek den Film viel dunkler inszenieren wollte, als die Produktionsfirma plante. Aus diesem Grund stieg Romanek aus dem Film aus und wurde von Kenneth Branagh Ende Januar 2013 ersetzt.

### Besetzung

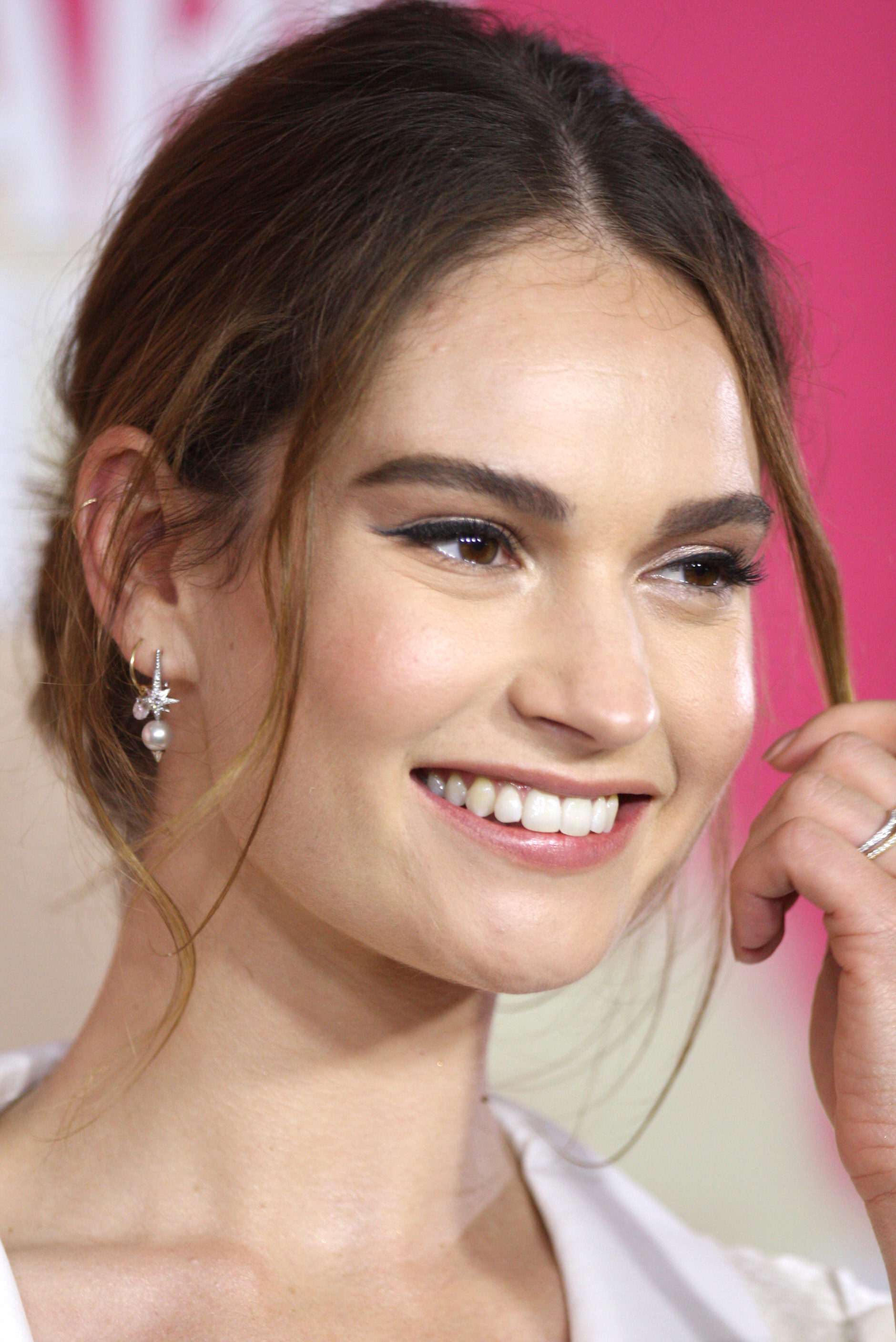
Lily James (2017)

Als erste Darstellerin wurde Cate Blanchett als böse Stiefmutter Lady Tremaine im November 2012 genannt. Einige Zeit lang galt Emma Watson als Favoritin für die titelgebende Hauptrolle, doch diese lehnte ab. Gabriella Wilde, Saoirse Ronan, Alicia Vikander, Bella Heathcote und Margot Robbie waren ebenfalls im Gespräch für die Hauptrolle, doch letzten Endes ging die Rolle im April 2013 an Lily James.
Eine Woche nach der Verpflichtung von James gab man bekannt, dass Richard Madden die Rolle des Prinzen Kit übernehmen wird. Im Juni 2013 wurden die Rollen der Stiefschwestern Anastasia und Drisella an Holliday Grainger und Sophie McShera vergeben. Im selben Monat erhielt Helena Bonham Carter die Rolle der Guten Fee. Die Besetzung wurde um Stellan Skarsgård als Großherzog, Derek Jacobi als König, Ben Chaplin als Ellas Vater, Hayley Atwell als Ellas Mutter, und Nonso Anozie als Hauptmann, eine für den Film komplett neu geschaffene Figur, ergänzt.

### Synchronisation
Der Film wurde bei der FFS Film- & Fernseh-Synchron in Berlin vertont. Stephanie Kellner schrieb das Dialogbuch, Katrin Fröhlich führte die Dialogregie und sprach zudem Cinderellas Mutter. Christine Roche übersetzte die Liedertexte ins Deutsche.
| Rolle              | Schauspieler         | Synchronsprecher   |
| ------------------ | -------------------- | ------------------ |
| Cinderella         | Lily James           | Friederike Walke   |
| Prinz              | Richard Madden       | Manuel Straube     |
| Stiefmutter        | Cate Blanchett       | Elisabeth Günther  |
| Großherzog         | Stellan Skarsgård    | Detlef Bierstedt   |
| Hauptmann          | Nonso Anozie         | Jan Single         |
| Anastasia          | Holliday Grainger    | Farina Brock       |
| Drisella           | Sophie McShera       | Marie-Isabel Walke |
| König              | Derek Jacobi         | Friedhelm Ptok     |
| Gute Fee           | Helena Bonham Carter | Melanie Pukaß      |
| Cinderellas Vater  | Ben Chaplin          | Andreas Fröhlich   |
| Cinderellas Mutter | Hayley Atwell        | Katrin Fröhlich    |

### Dreharbeiten
Die Dreharbeiten begannen am 23. September und endeten am 14. Dezember 2013. Gedreht wurde in den Pinewood Studios in Buckinghamshire sowie am Blenheim Palace, Windsor Castle, Old Royal Naval College und im Black Park in Wexham. Als Vorlage für das computeranimierte königliche Schloss diente der Zwinger in Dresden.

### Veröffentlichung
Ein erster Teaser-Trailer wurde am 15. Mai 2014 veröffentlicht, ehe im November 2014 ein weiterer Teaser publiziert wurde. Am 19. November 2014 wurde schließlich der erste Trailer in voller Länge veröffentlicht.

### Trivia
In der deutschen Synchronfassung gibt es eine Anspielung auf Loriots Sketch Englische Ansage: Als der Großherzog den Königlichen Ansager (Alex MacQueen) fragt, wer das unbekannte Mädchen auf dem Ball sei, antwortet dieser, er wisse ihren Namen nicht, da er zu beschäftigt mit der Ansage der Prinzessinnen von North Cothelstone Hall und Middle Fritham gewesen sei.

## Unterschiede zwischen Original und Realverfilmung
Die Neuverfilmung enthält viele Handlungsstränge und Elemente aus dem Original von 1950. Es wurde aber auch einiges hinzugedichtet.
- Im Original treffen sich Ella und der Prinz auf dem Ball zum ersten Mal. Im Realfilm lernen sie sich schon vorher zufällig während einer Jagd kennen, ähnlich wie in der deutsch-tschechoslowakischen Verfilmung „Drei Haselnüsse für Aschenbrödel“ aus den 1970ern. In beiden Realfilmen kann Ella reiten und rettet Tiere vor der Jagd durch die königliche Gesellschaft.
- Die böse Stiefmutter Lady Tremaine ist hier eine schöne Frau mittleren Alters mit rotem Haar, während sie in der Zeichentrickvorlage älter dargestellt wird und graues, dunkles Haar hat.
- Die Tiere spielen im Original eine viel wichtigere Rolle als in der Neuverfilmung und zudem können die Mäuse nicht reden. Des Weiteren war die Maus Jacqueline im Zeichentrickfilm männlich und hieß Jacques.
- Der Großherzog ist, anders als im Original, in dieser Version ein Antagonist, welcher mit Lady Tremaine gemeinsame Sache macht.
- Mit der Figur des Hauptmanns wurde eine neue Figur hinzugedichtet, die eher auf der Seite Ellas und des Prinzen steht.
- In der Realverfilmung stirbt der König, während er im Original am Leben bleibt.
- Die Vorgeschichte von Cinderella wird in diesem Film genauer behandelt als im Original. Zudem sind sie und die beiden Stiefschwestern bei der Vermählung ihrer Eltern viel älter als im Zeichentrickfilm.
- Der Film enthält, mit Ausnahme des aus dem 17. Jahrhundert stammenden Volksliedes Lavender's Blue,  anders als das Original keine Gesangseinlagen. Lediglich die Songs Bibbidi-Bobbidi-Boo der Guten Fee, neu gesungen von Helena Bonham Carter, und A Dream Is a Wish Your Heart Makes, gesungen von der Hauptdarstellerin Lily James, sind im Abspann zu hören.

### Trivia
Der Name Cinderella kommt hier von ihrem Namen Ella und cinders, engl. für Asche. Die böse Stiefmutter erfand diesen Namen, als sich Ella, schmutzig von der Arbeit, an den Tisch setzen wollte.

### Easter Egg
Im Film gibt es ein Insider-Easter-Egg: im „Geheimen Garten“ des Prinzen nimmt Cinderella Platz auf einer Schaukel und verliert dabei einen ihrer gläsernen Schuhe. Das ist eine offensichtliche Anspielung auf das Gemälde Die Schaukel von Jean-Honoré Fragonard, eines der erklärten Lieblingsbilder des Teams der Disney Animation Studios, das u. a. auch in dem Disney-Animationsfilm Die Eiskönigin zu sehen ist.

## Rezeption
Cinderella erhielt überwiegend positive Kritiken. Bei Metacritic erhielt der Film einen Metascore von 67/100 basierend auf 47 Rezensionen, bei Rotten Tomatoes waren 85 Prozent der 194 Kritiken positiv.
Benjamin Moldenhauer von Spiegel Online sagt über den Film: „Der britische Regisseur veranstaltet in seinem Märchenfilm so viel Rambazamba wie seit seiner enthemmten ‚Frankenstein‘-Verfilmung von 1994 nicht mehr. Die Räume quellen über vor Dekor, die Natur überwältigt, die Farben sind zu stark, um als natürlich durchgehen zu können.“ Antje Wessels von Cinefacts.de meint: „Unter Zuhilfenahme neuer Blickwinkel, einer ausführlichen Einführung in die äußerst dramatischen Lebensumstände sämtlicher Hauptfiguren sowie einem stärker ausgeprägten Profil der bislang einfach nur als böse charakterisierten Stiefmutter holt der Regisseur von ‚Thor‘ viel aus der Vorlage heraus und beweist damit, dass es keine komplette Generalüberholung braucht, um das angestaubte Genre des Märchens wieder ins moderne Blockbusterkino zu holen.“
Der Film spielte weltweit über 539 Millionen US-Dollar ein, davon kommen knapp 200 Millionen aus den USA und Kanada.

## Auszeichnungen (Auswahl)
Der Film war 2016 für den Oscar in der Kategorie Bestes Kostümdesign nominiert. 2016 erhielt die Produktion den Saturn Award für den besten Fantasyfilm. Es gab weitere Nominierungen und Auszeichnungen.